# تل سرحان
تل سرحان موقع أثري يقع على بعد 9 كم جنوب شرق قاعدة رياق الجوية ، على بعد 4 كم شمال شرق بر الياس في محافظة البقاع في لبنان. يعود تاريخه على الأقل إلى العصر الحجري الحديث مع وفرة مواد العصر البرونزي الأوسط والمتأخر . 